# Чандлер (Аризона)
Ча́ндлер (англ. Chandler) — город в округе Марикопа (Аризона, США). В городе расположен аэропорт Чандлер. 
Площадь — 150.2 км². Население по данным переписи 2010 года — 236 123 чел.

## История
Существует множество объектов недвижимости в городе Чандлер, которые считаются историческими и были включены либо в Национальный реестр исторических мест  или внесены в список  историческим обществом Чандлера. Исторический дом Маккалоу-Прайс, построенный в стиле Возрождения Пуэбло в 1938 году, был подарен городу семьей Прайс-Пропстра в 2001 году. Дом был отремонтирован и открыт для публики в 2007 году.
В 2010 году город был награждён премией All-America City Award (с англ. — «Всеамериканский город») присуждаемой Национальной гражданской лигой, которую неофициально называют «Нобелевской премией за конструктивное гражданство» и которая выдается за активную гражданскую позицию жителей некорпоративных сообществ Соединённых Штатов в жизни местного самоуправления. 

## Население
- Расовый состав: европеоидная 76.19%, негроидная 3.48%, американоидная 1.2%, монголоидная 4.22%, австралоидная 0.14%, прочие 10.76%, две и больше рас 3.01%.
- Возраст населения: 29.8% менее 18 лет, 8.6%  18—24 года, 38.0% 25—44 лет, 17.8% 45—64 лет и 5.8% более 65 лет.
- Высшее образование представлено общественным колледжом Чандлер-Гилберт, институты ЗМУ, Университет Финикса
- Среднее образование представлено 40 общественными школами (начальными и средними), что обслуживаются Единым школьным округом Чандлер (Chandler Unified School District).

## Климат
| Показатель                    | Янв. | Фев. | Март | Апр. | Май | Июнь | Июль | Авг. | Сен. | Окт. | Нояб. | Дек. | Год |
| ----------------------------- | ---- | ---- | ---- | ---- | --- | ---- | ---- | ---- | ---- | ---- | ----- | ---- | --- |
| Абсолютный максимум, °C       | 32   | 35   | 37   | 41   | 48  | 47   | 48   | 46   | 45   | 42   | 36    | 30   | 48  |
| Средний суточный максимум, °C | 19   | 22   | 25   | 29   | 34  | 40   | 41   | 40   | 37   | 32   | 24    | 19   | 30  |
| Средняя температура, °C       | 12   | 14   | 17   | 21   | 26  | 31   | 33   | 32   | 29   | 23   | 16    | 12   | 22  |
| Средний суточный минимум, °C  | 5    | 7    | 9    | 12   | 16  | 21   | 25   | 24   | 21   | 15   | 8     | 4    | 13  |
| Абсолютный минимум, °C        | −9   | −7   | −4   | −1   | 3   | 6    | 12   | 11   | 4    | −1   | −6    | −8   | −9  |
| Норма осадков, мм             | 25   | 26   | 30   | 8    | 4   | 1    | 22   | 29   | 22   | 20   | 19    | 24   | 233 |
| Источник: weather.com         |      |      |      |      |     |      |      |      |      |      |       |      |     |

## Демография
По данным переписи населения 2010 года в городе проживало 236 123 человек. Расовый состав города был 73,3% белых , 4,8% черных или афроамериканцев, 1,5% коренных американцев, 8,2% азиатов, 0,2% тихоокеанских островитян и 8,3% других рас. Испаноговорящие составили 21,9% от всех жителей города 